# Kapurthala
Kapurthala (pendżabski:  ਕਪੂਰਥਲਾ) – miasto w stanie Pendżab, w północnych Indiach, siedziba dystryktu o tej samej nazwie. W czasach kolonialnych Kapurthala była stolicą państwa o tej samej nazwie pod protektoratem brytyjskim. Z tego okresu pochodzą pałace i ogrody inspirowane architekturą i ogrodnictwem francuskim oraz sztuką indo-saraceńską. W Kapurthali rozwinął się przemysł maszynowy, tkacki, produkcja napojów alkoholowych i przetwórstwo spożywcze. Miasto liczy 101 654 mieszkańców (2011 r.).

#### Kapurthala Sainik School

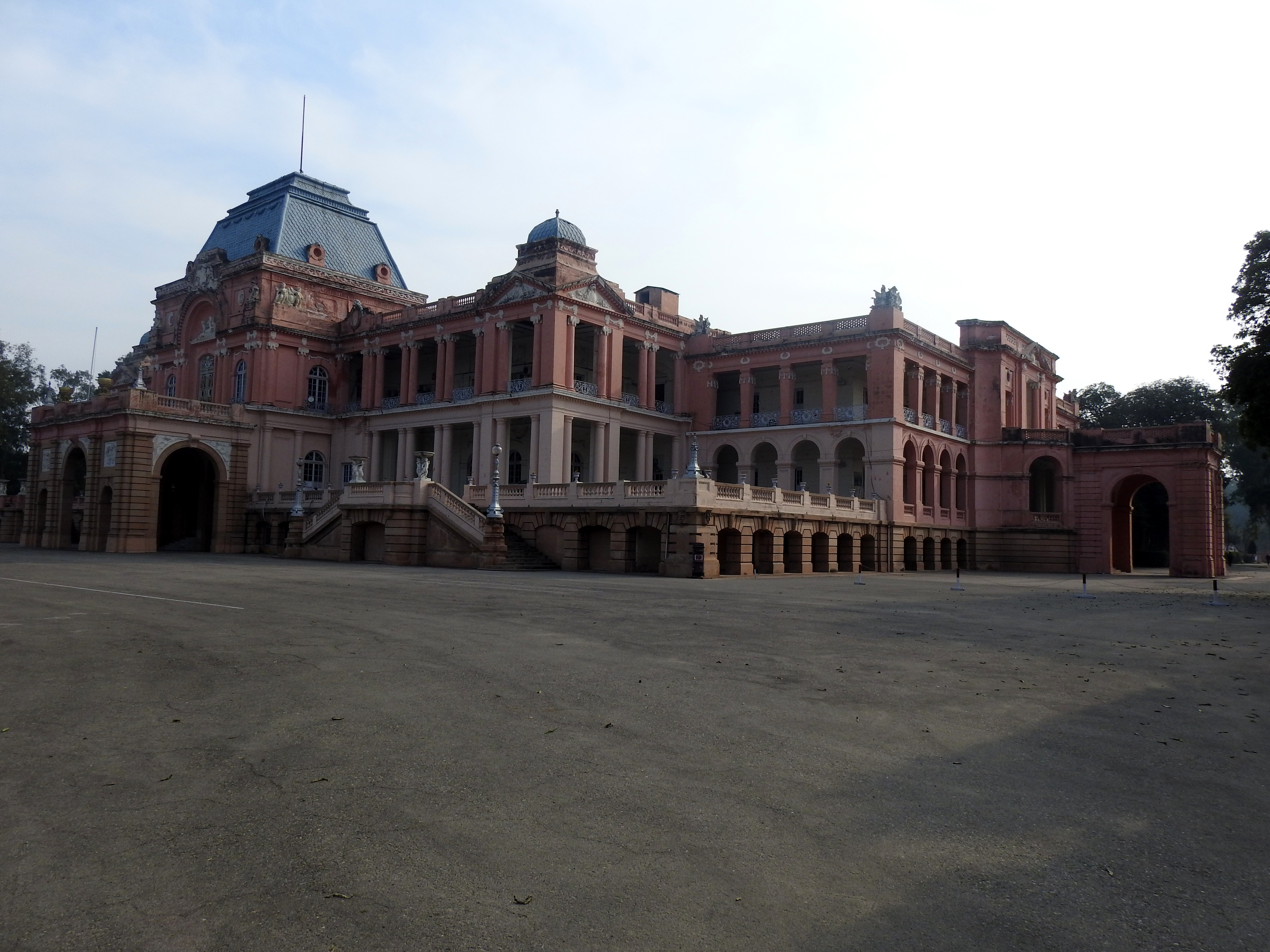
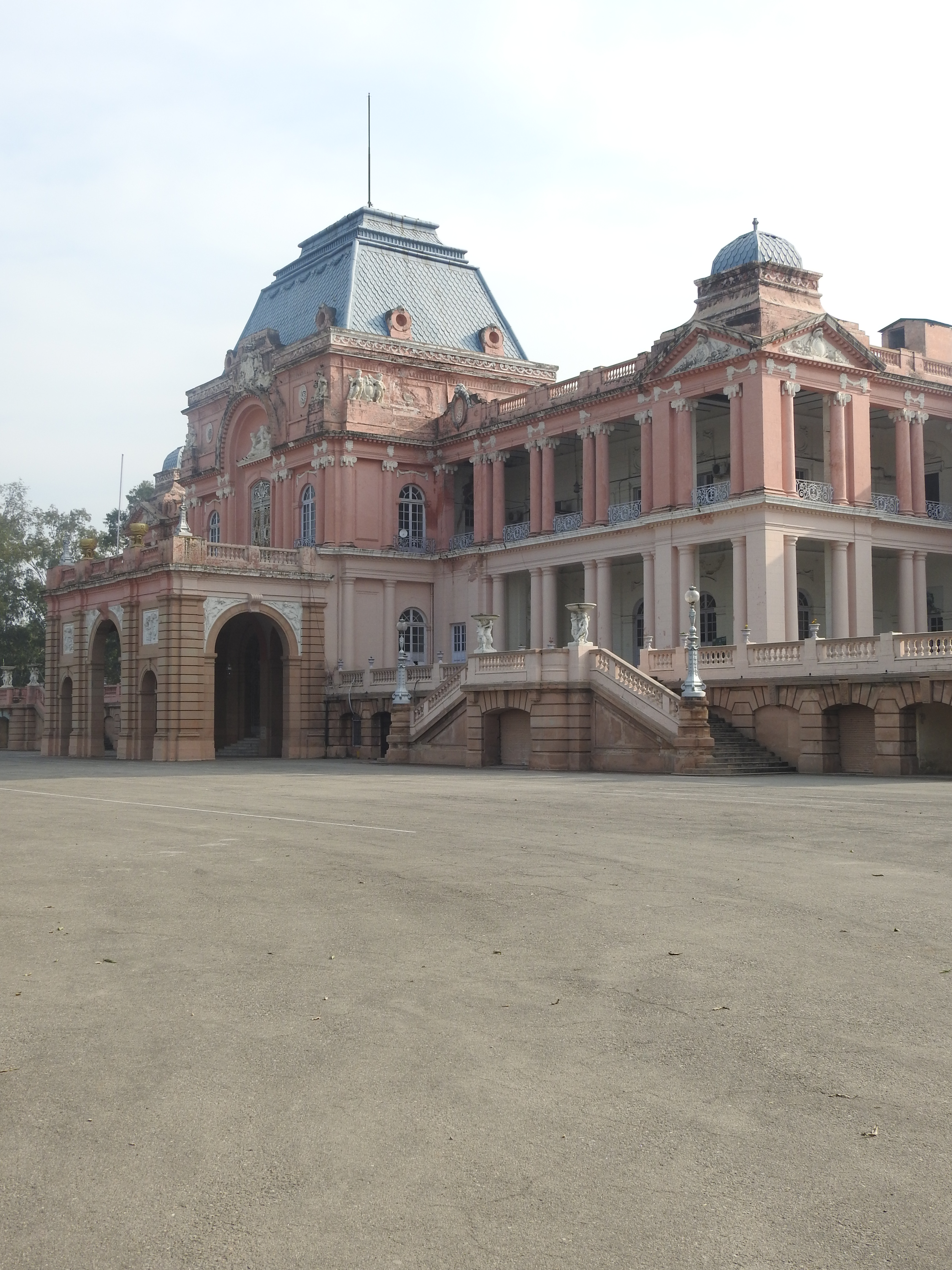
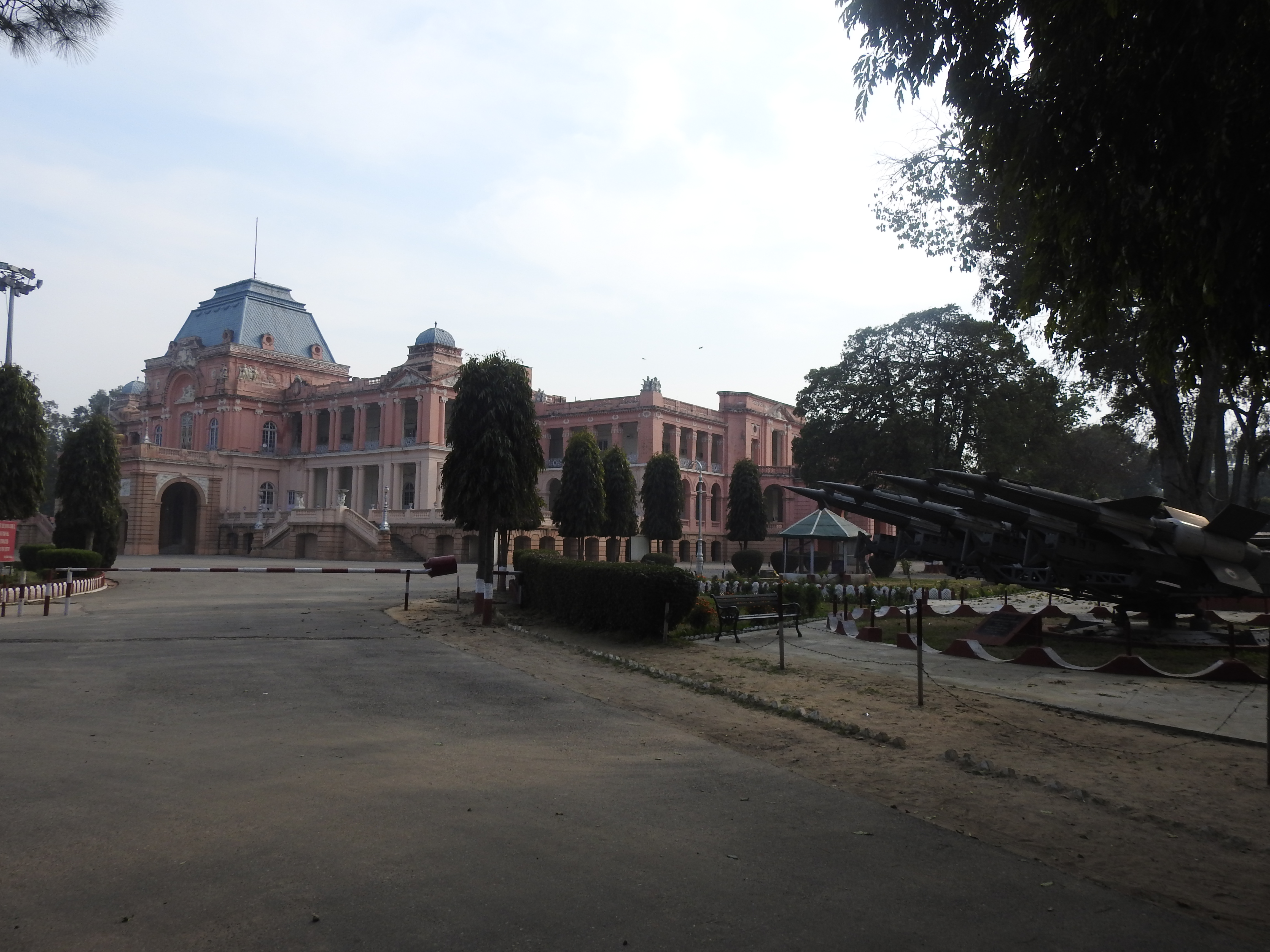
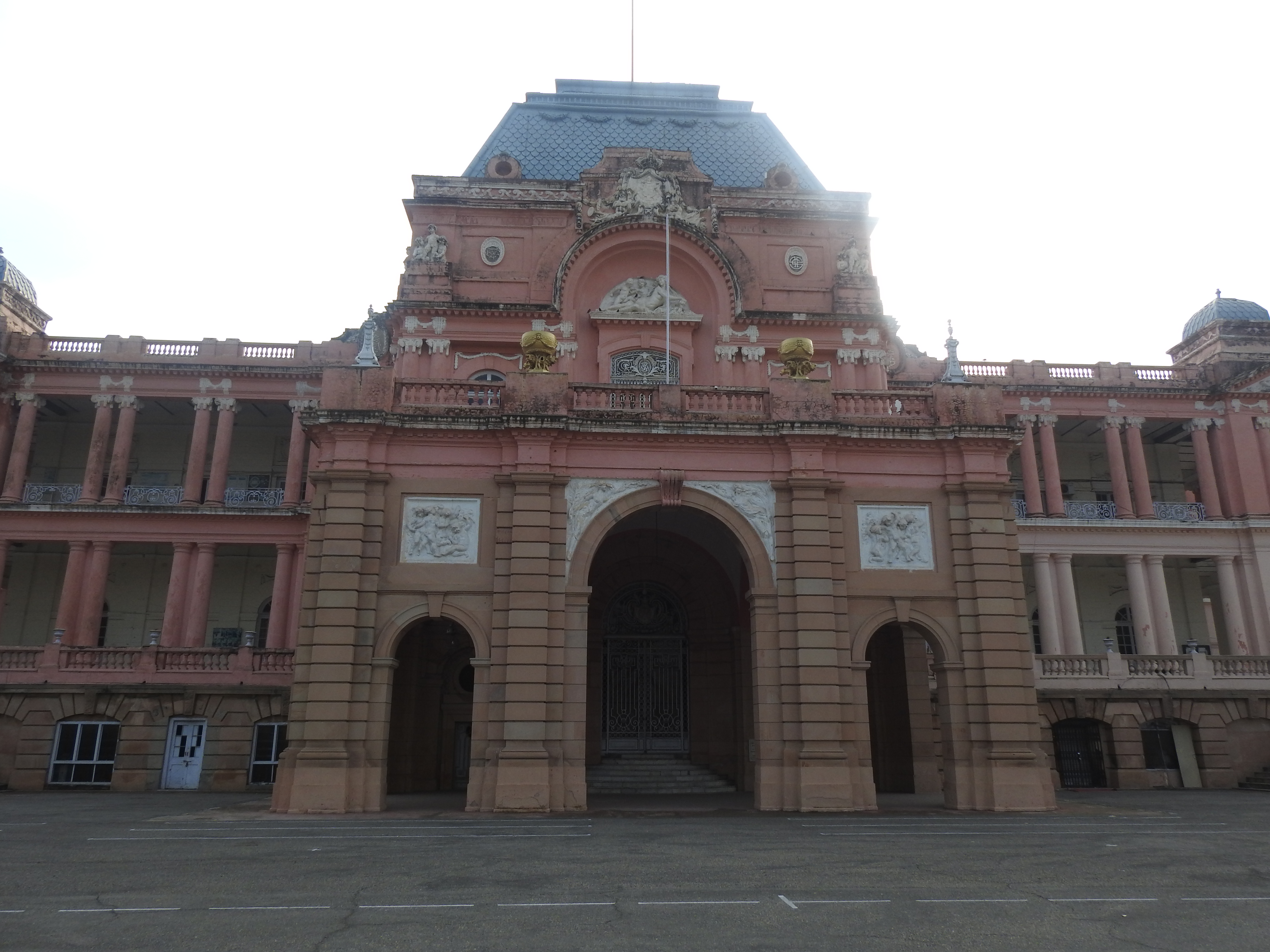
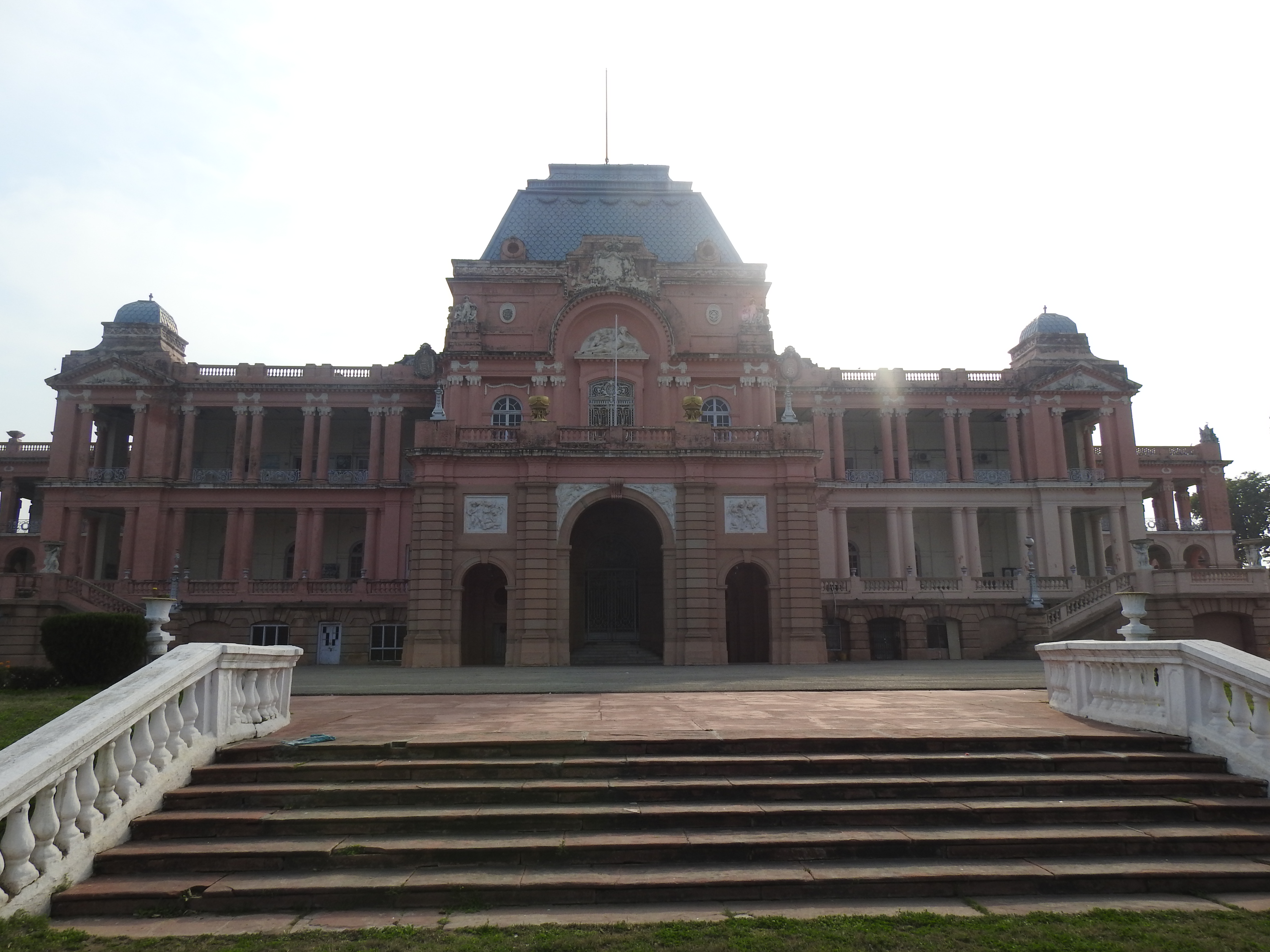
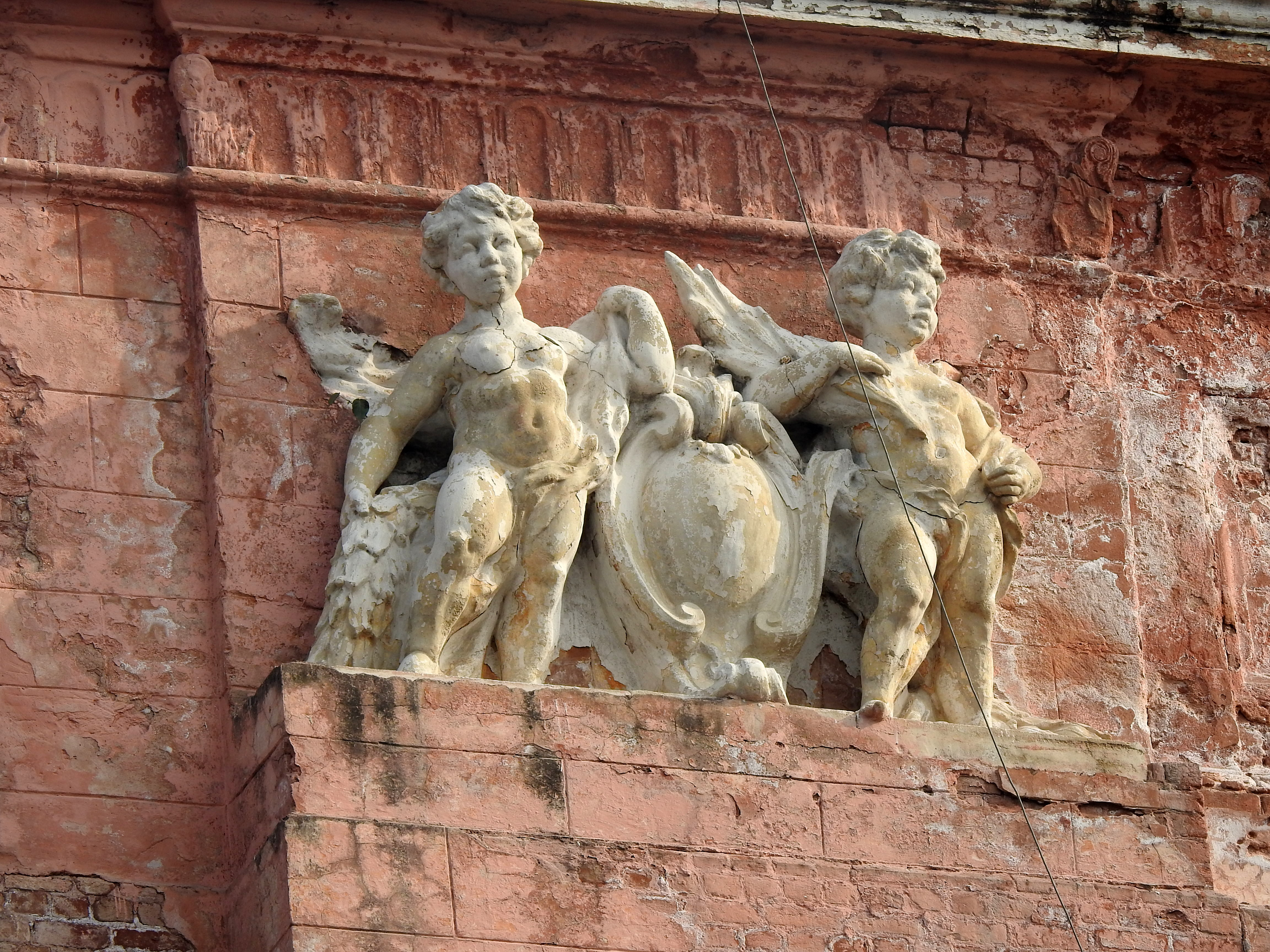

#### Guest house building of Kapurthala

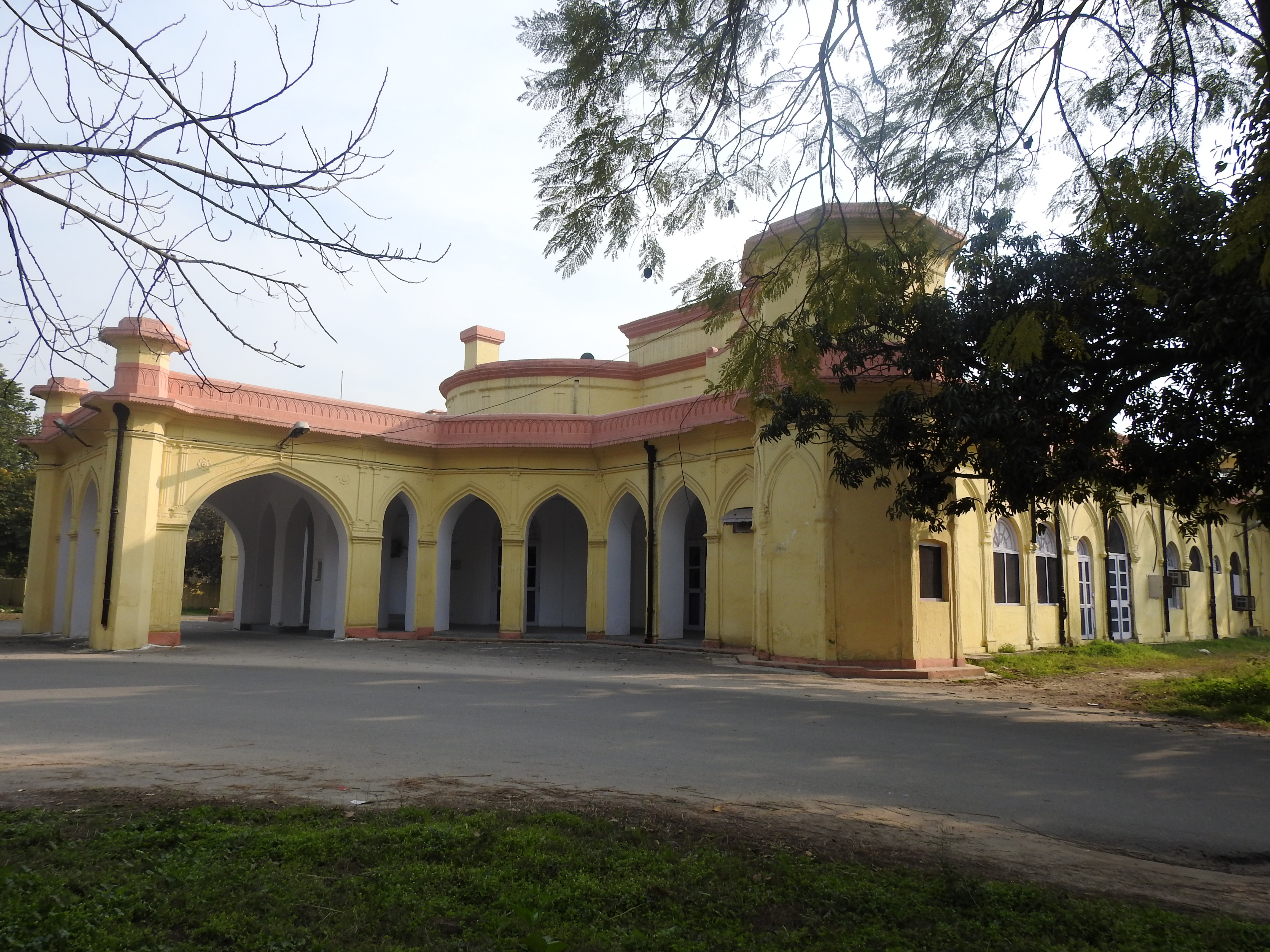
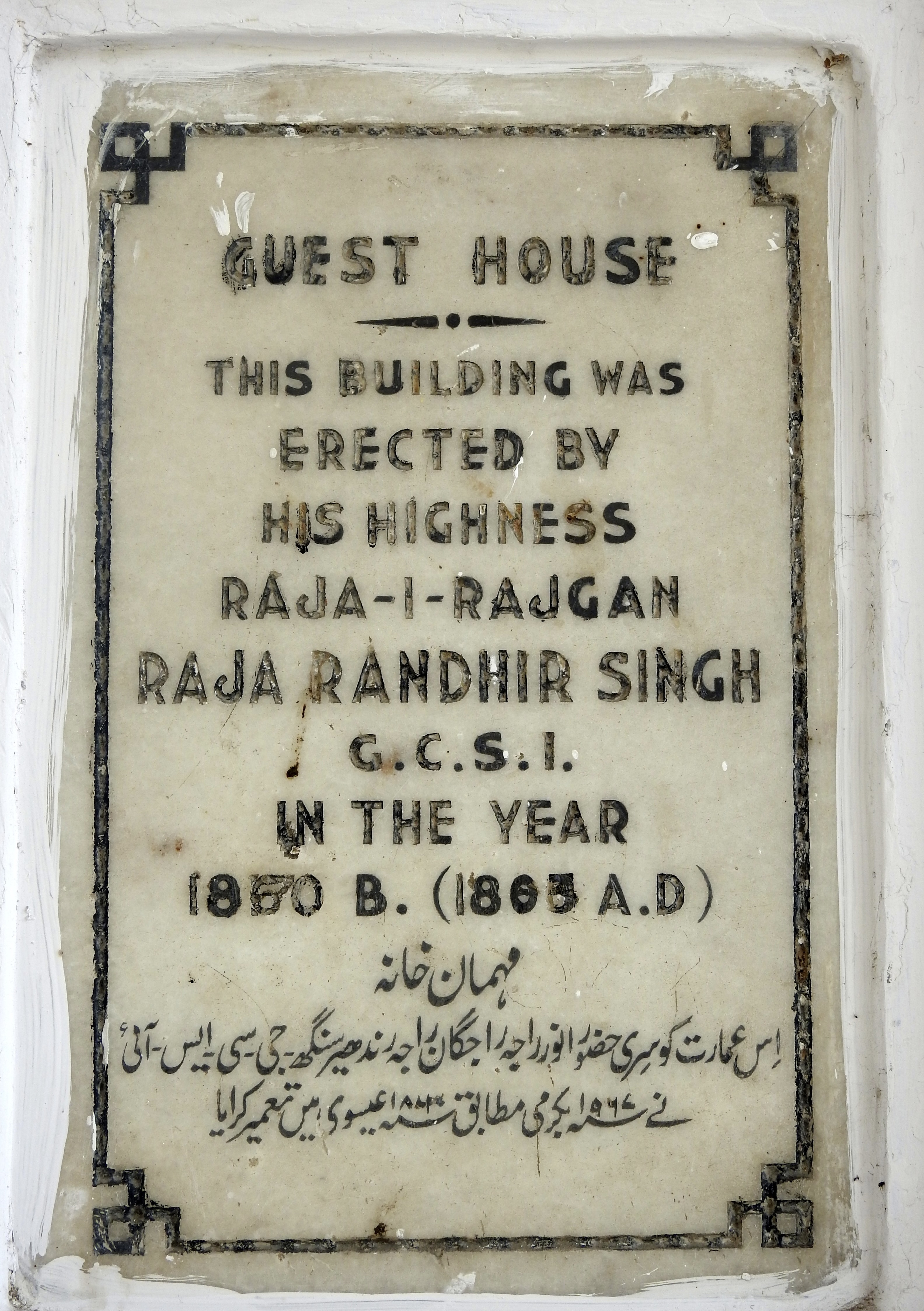

#### Nawab Jassa Singh Ahluwalia Government College

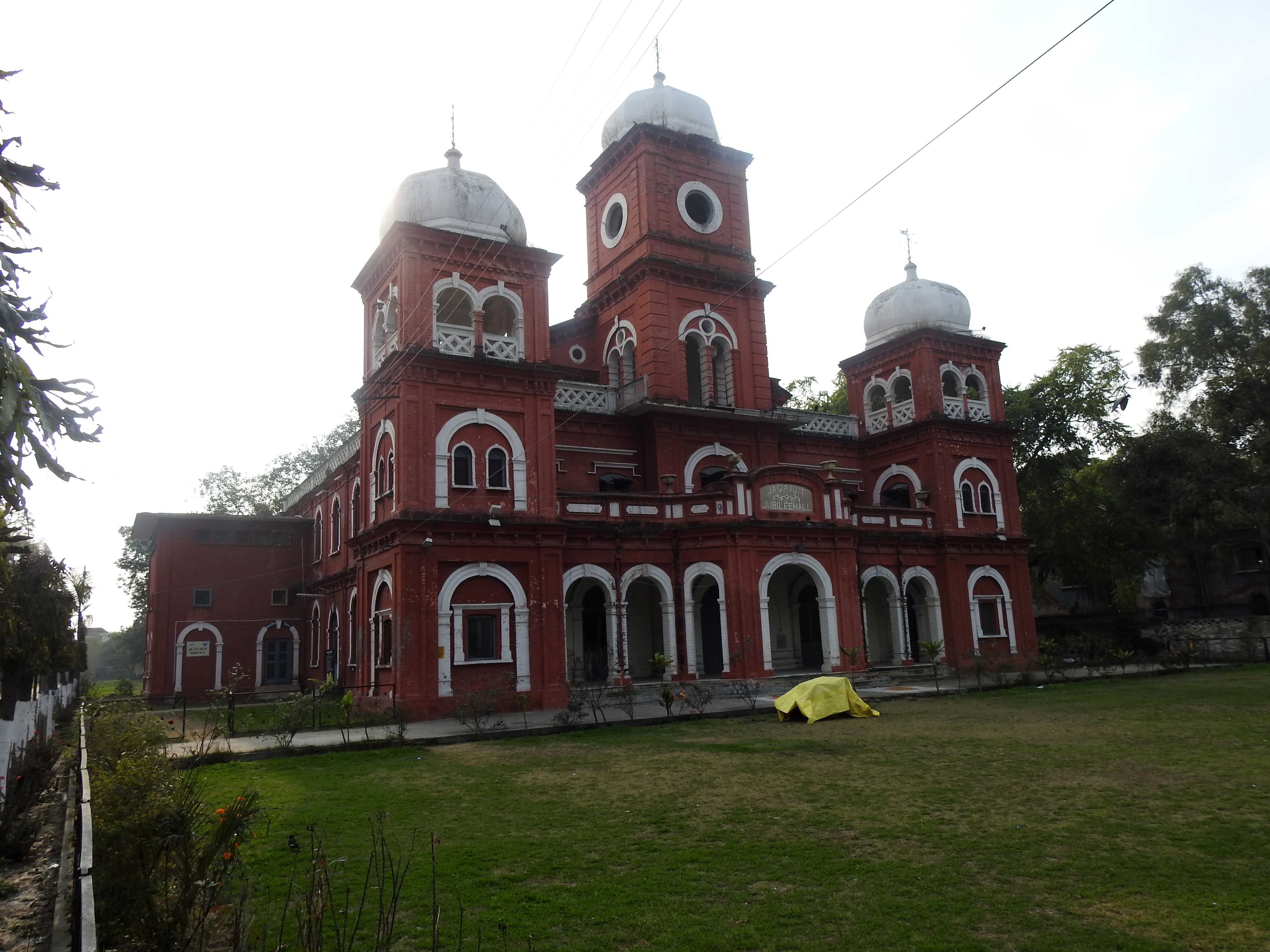
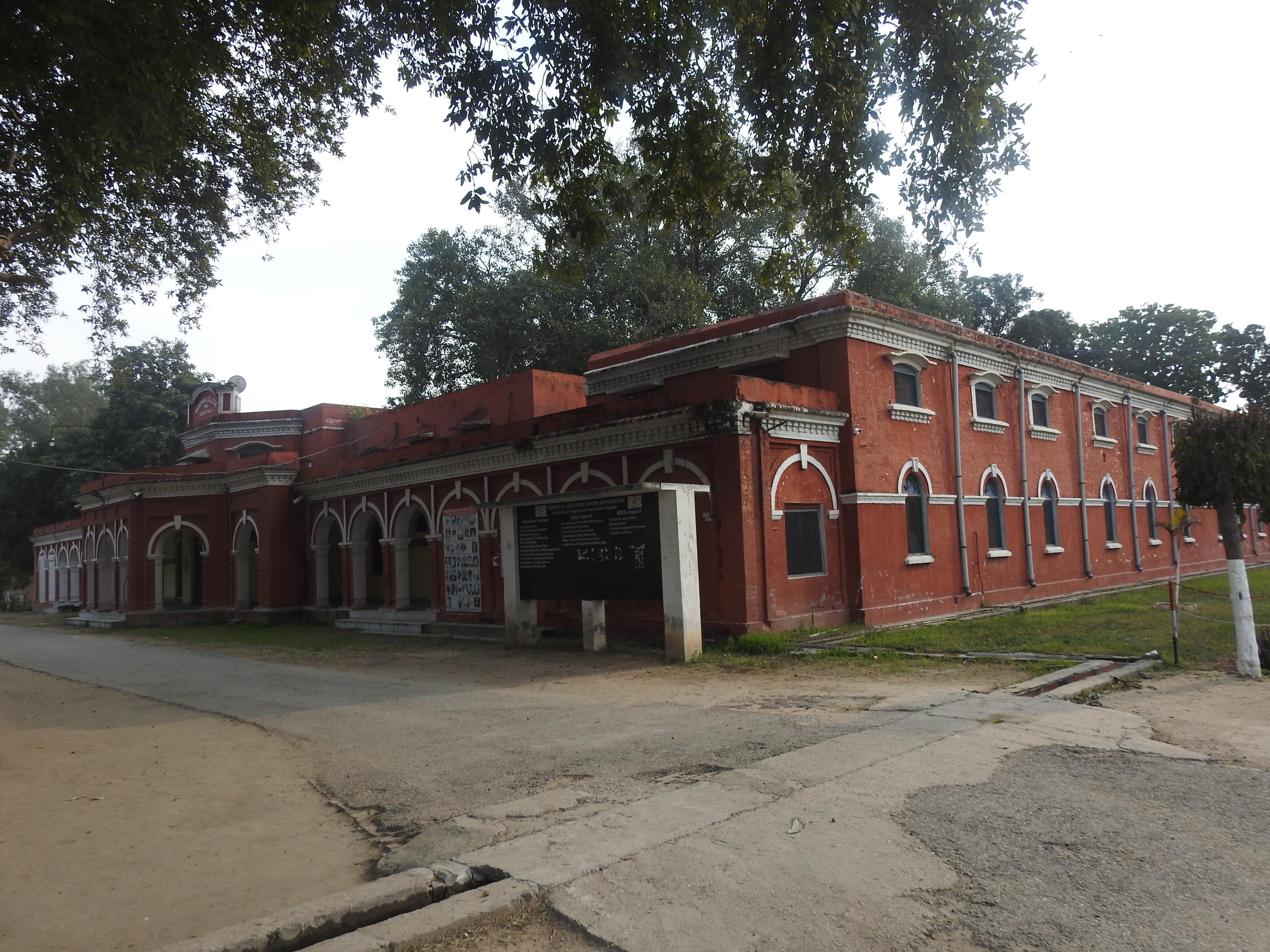

### Moorish Mosque of Kapurthala

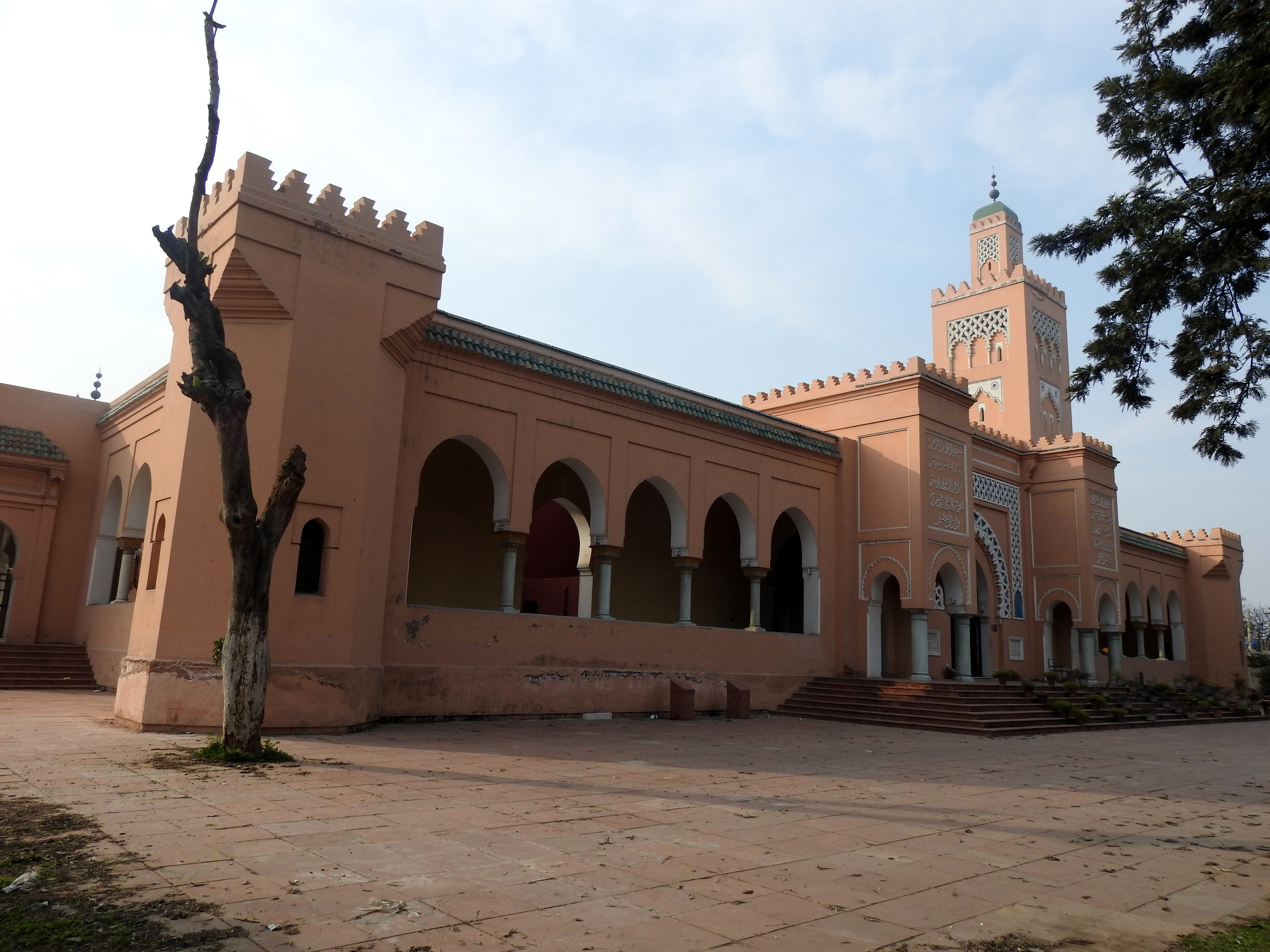
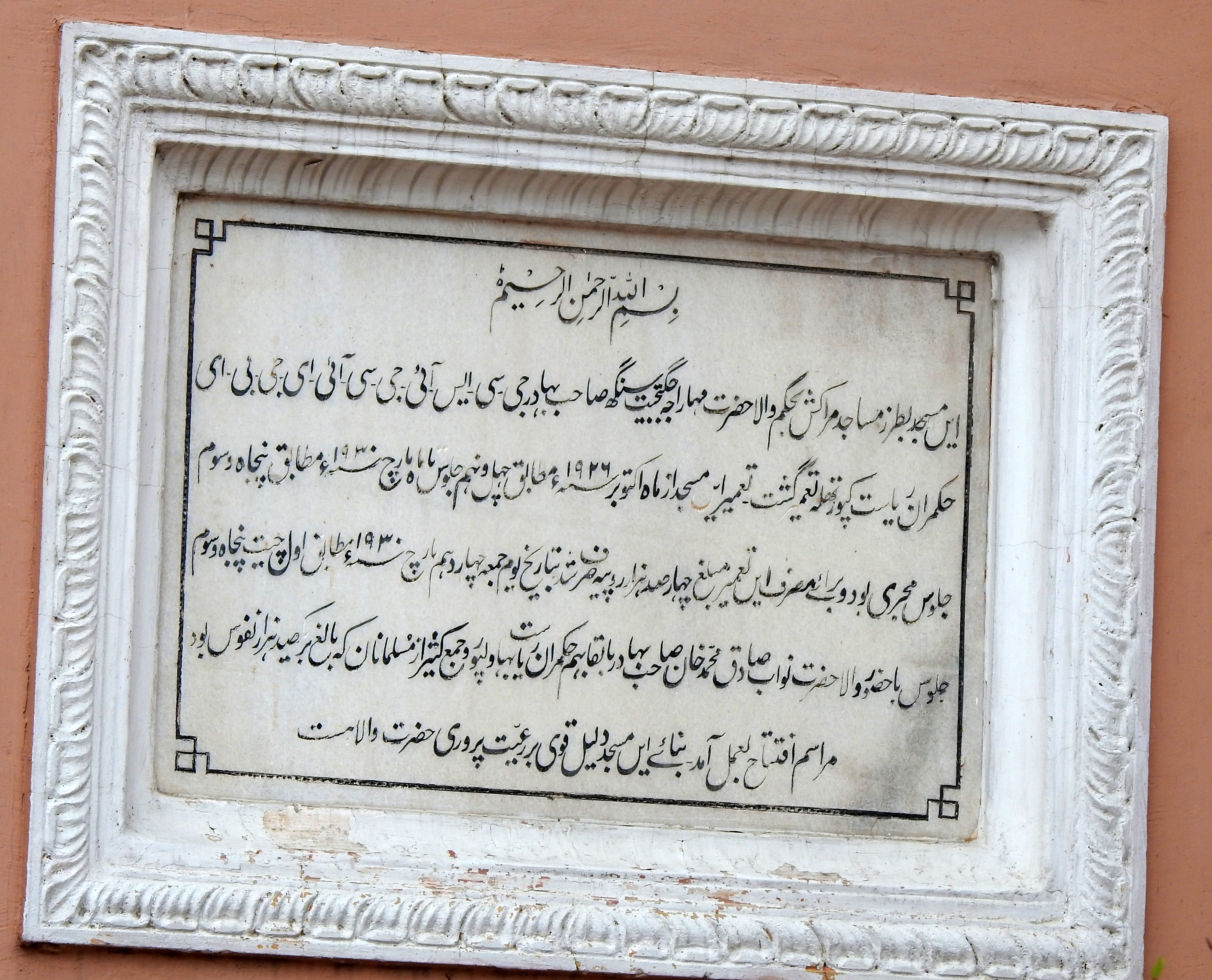
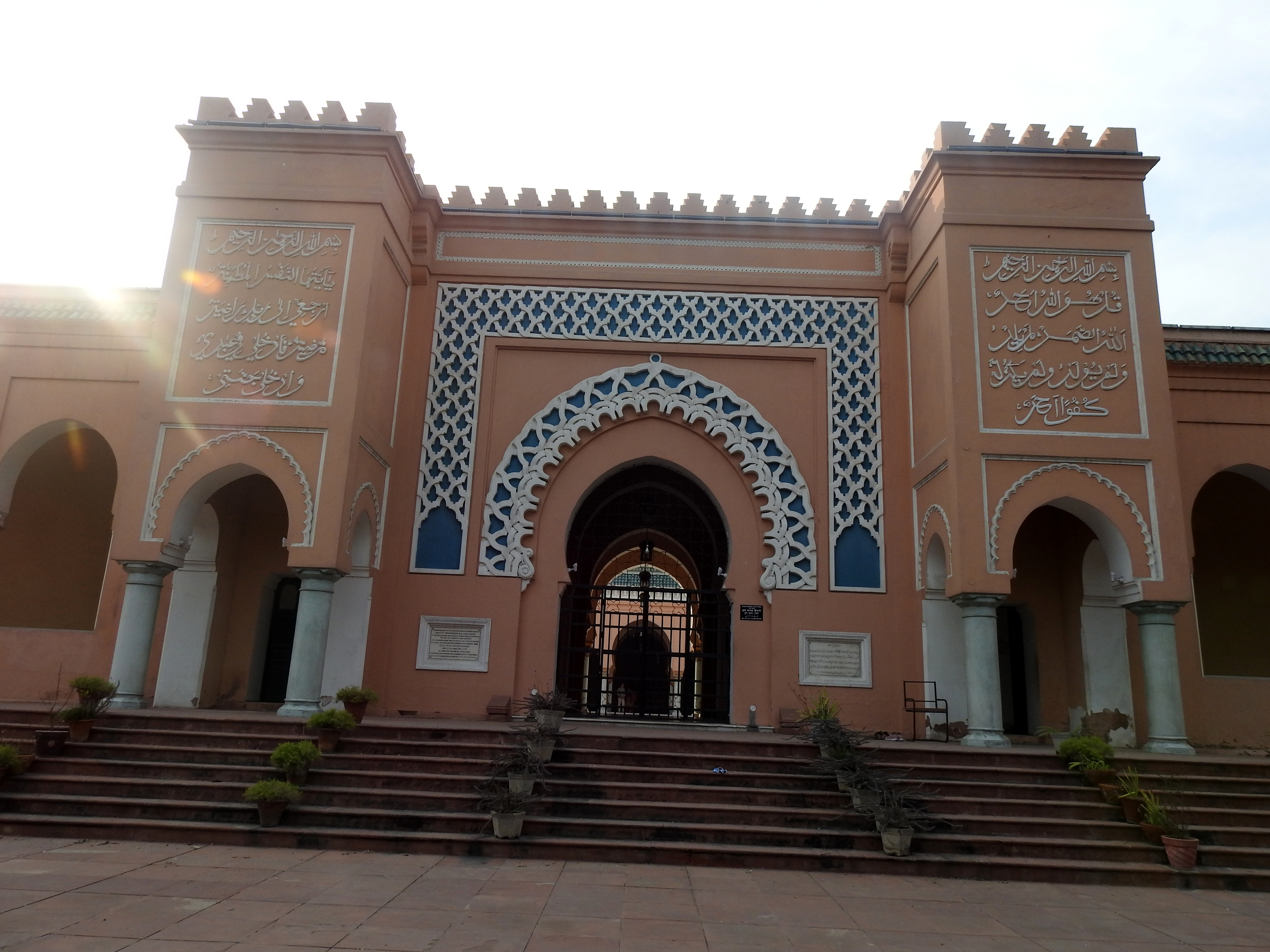
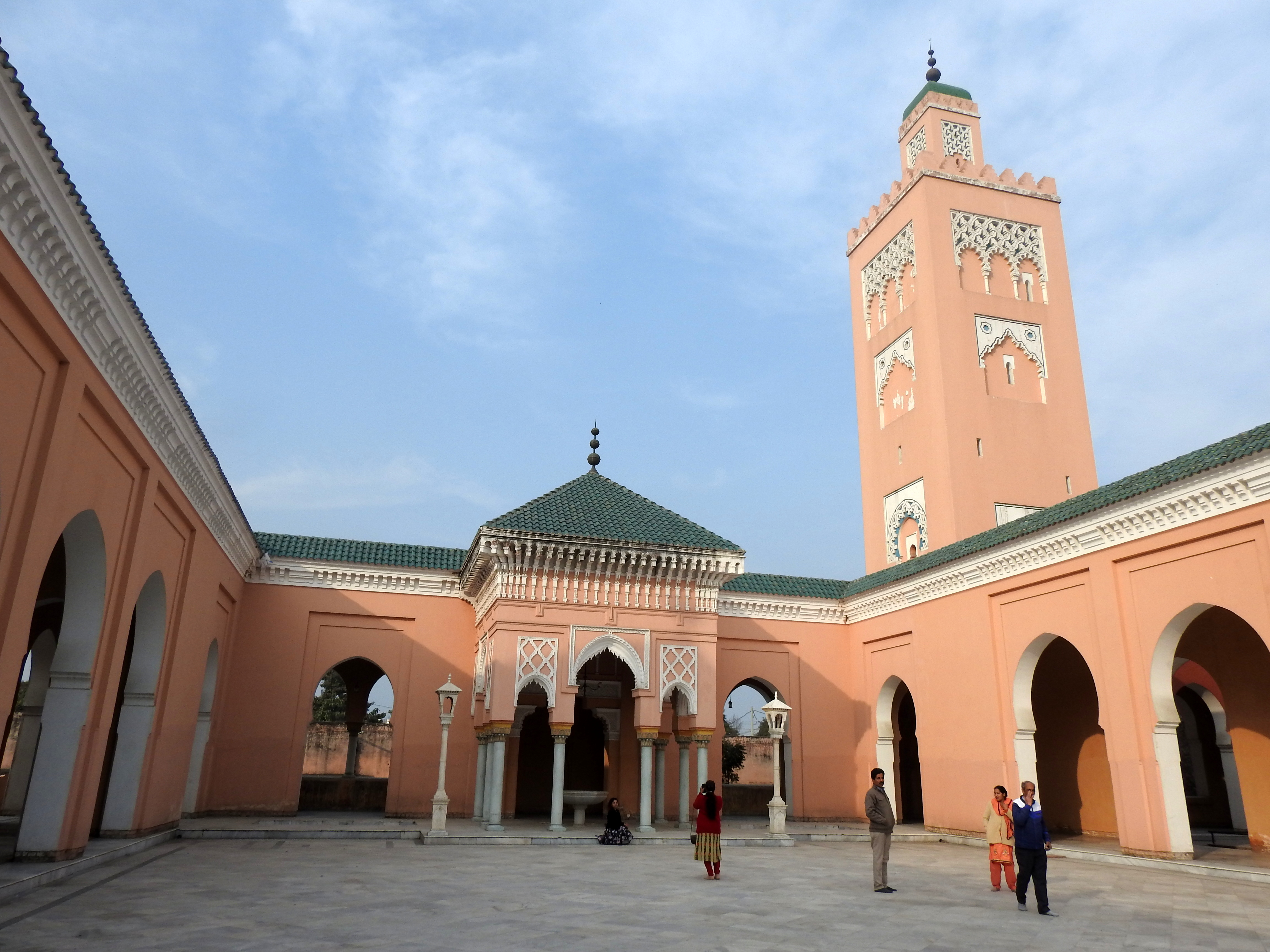
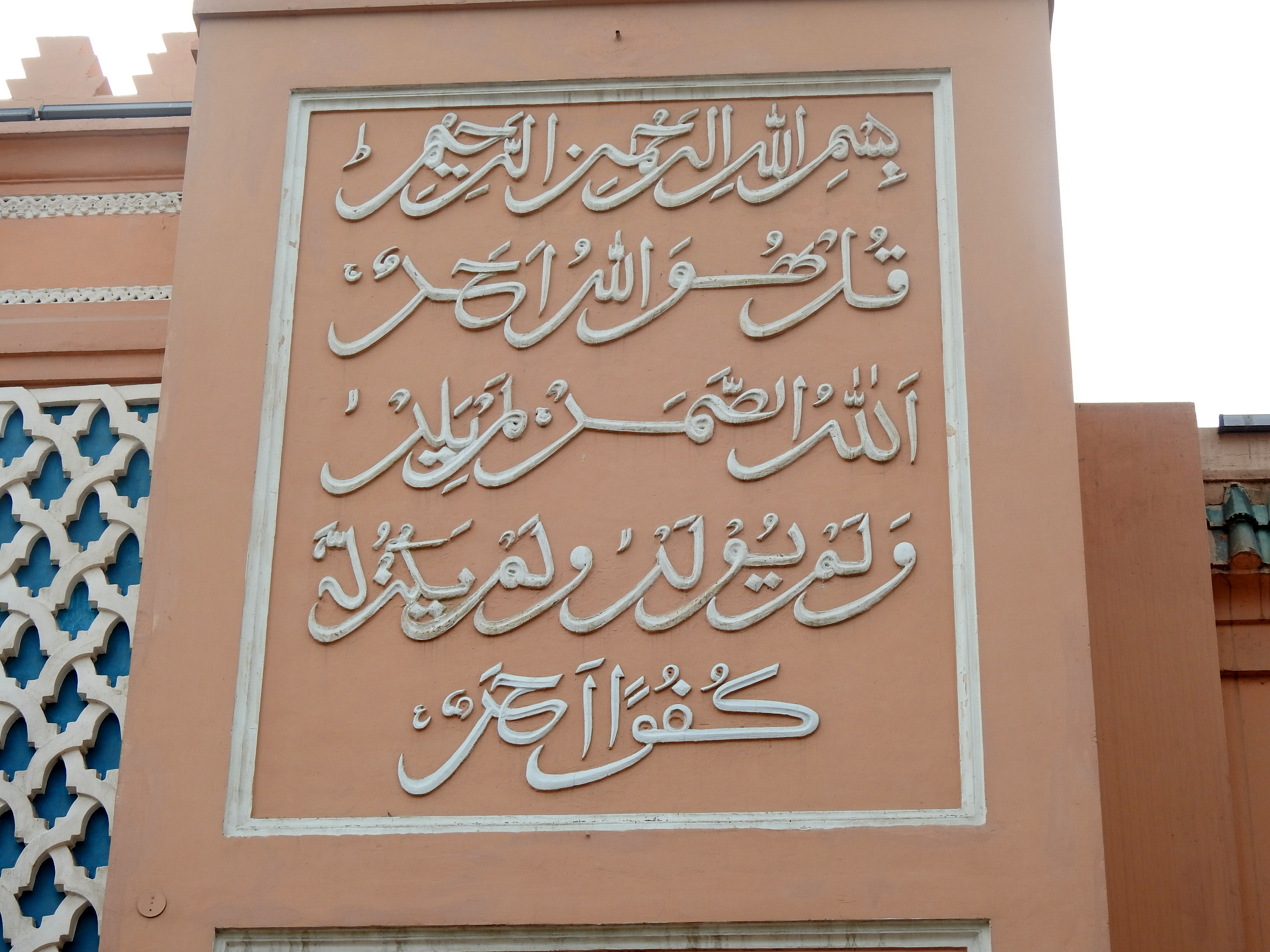
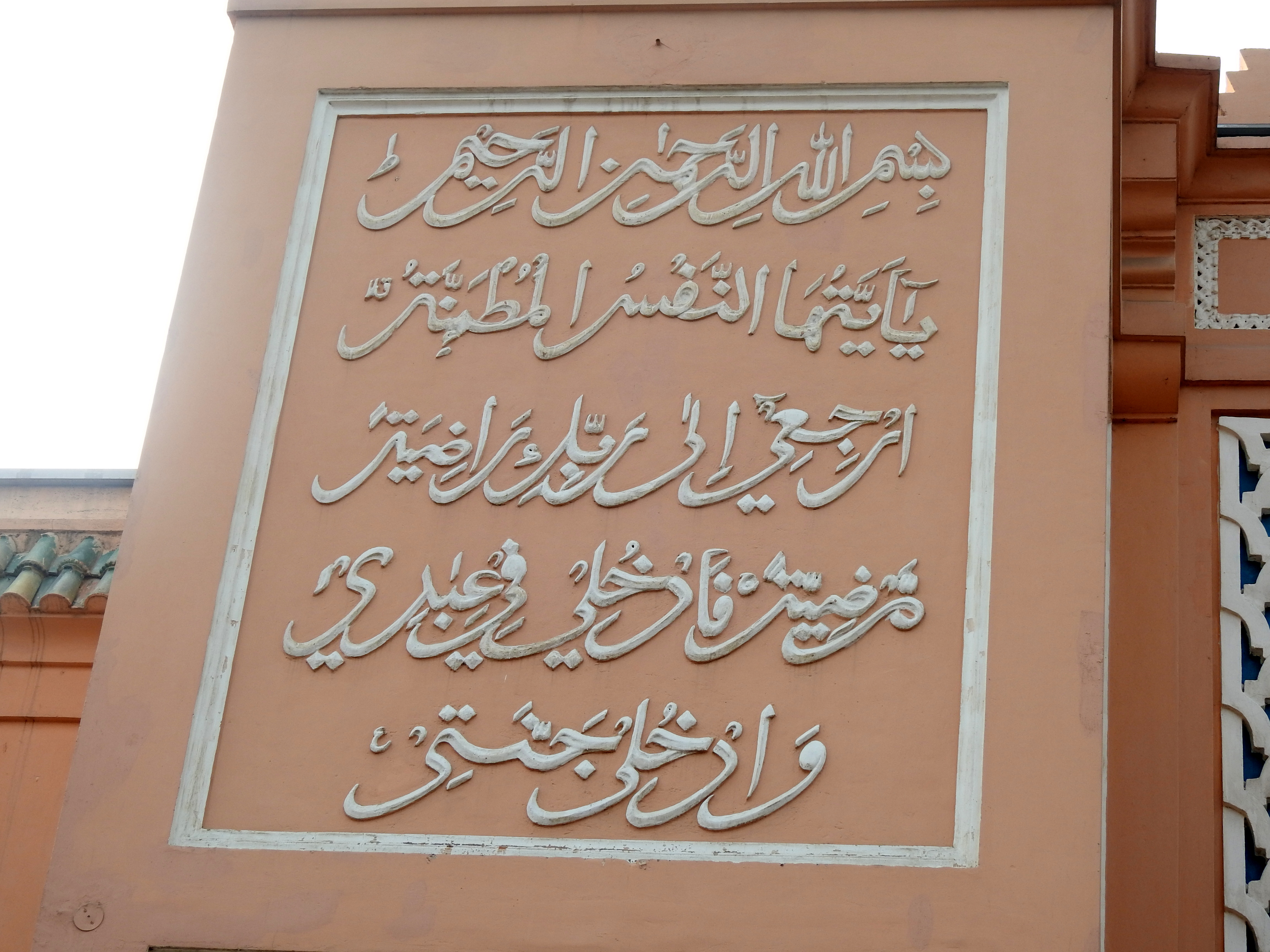